# 2013年度香港行政長官施政報告
《2013年度香港行政長官施政報告》是第四任香港行政長官梁振英發表的首份施政報告，於2013年1月16日在香港立法會發表，宗旨為「做實事，齊心為香港」，主題為「穩中求變，務實為民」。
梁振英無仿效前任行政長官曾蔭權及歷任香港總督於每年10月發表施政報告的傳統，改為參照首任行政長官董建華於第二屆任期期間的做法，於1月發表。然而梁振英於報告內的政策，則大多數被視為「開期票」，只是「研究」、「成立委員會」等，未有落實的時間或指標，因此被泛民主派議員及蘋果日報揶揄為「拖政報告」。至於爭取全民退休保障聯席全員更怒斥是毫無新意的「死政報告」。

## 內容摘要
經濟發展

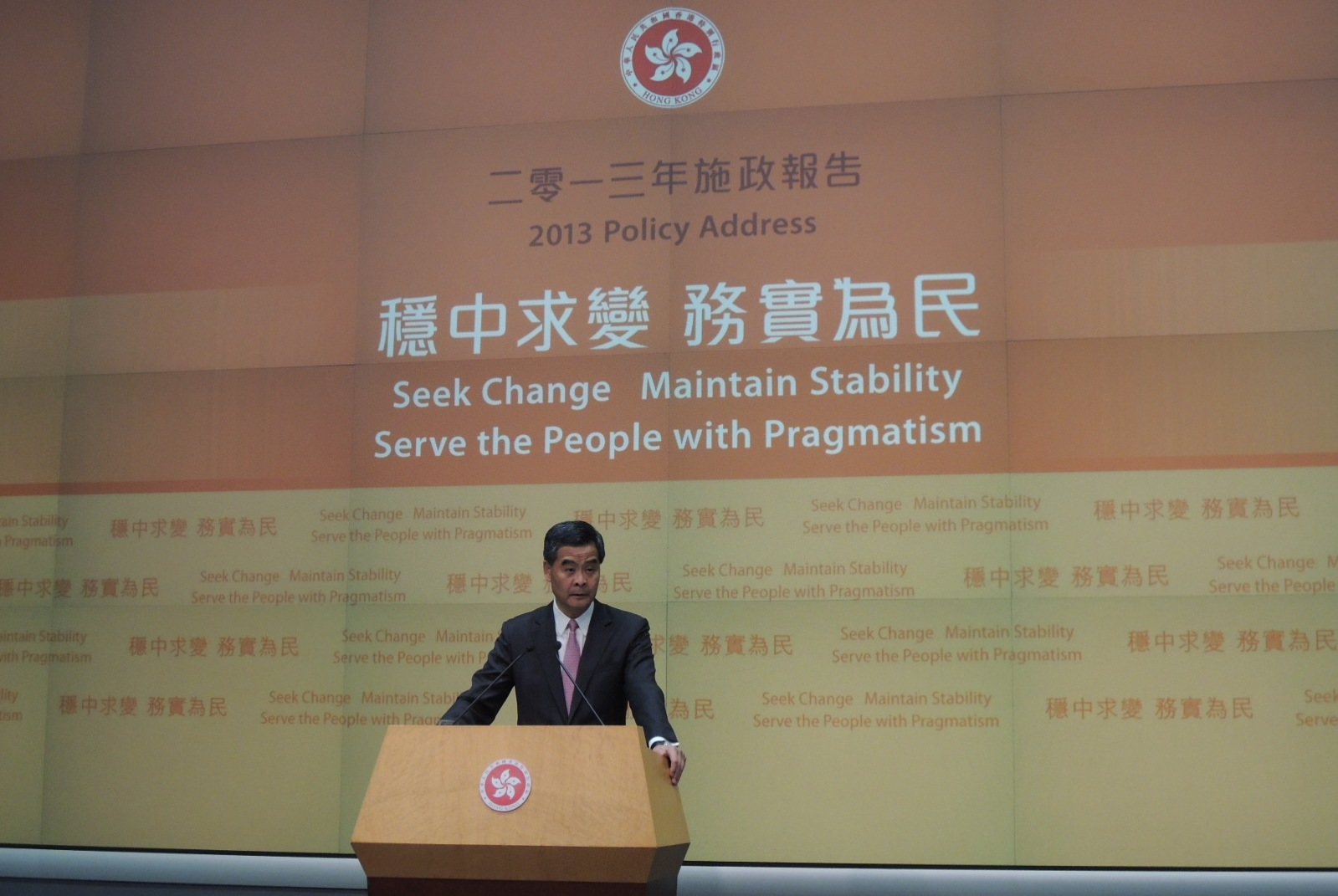
行政長官梁振英出席《2013年度香港行政長官施政報告》發怖会

- 政府以促進者角色推動產業發展，從而發展經濟： 
  - 成立經濟發展委員會，高層次、跨部門、跨界別地研究促進長遠發展的策略和政策。下設航運業及會展及旅遊業等小組
  - 金融服務：拓展離岸人民幣業務；成立金融發展局，集中研究如何進一步發展香港金融業
  - 法律服務：在國內外推廣香港仲裁和調解服務，提升香港作為亞太區法律服務樞紐的地位
  - 航運服務：發展國際航運服務業，向高增值的航運服務業進發
  - 重點發展優勢產業，例如創新科技產業及檢測和認證產業
  - 增設聯合工作小組，完善地落實《內地與港澳關於建立更緊密經貿關係的安排》，擴闊試行範圍，由廣東省延伸到泛珠江三角洲的其它地區
  - 加強與中小企的溝通，適時提供更多支援。支持香港的商會在內地省市設立展銷場地，建立香港品牌產品

房屋土地
- 短中期增加資助房屋供應：
  - 在2018年起的5年內，以至少100,000個香港公共房屋的總供應量為目標
  - 檢討興建公共房屋進度
  - 選定一幅位於沙田的土地，交予香港房屋協會發展資助房屋（其後命名為綠怡雅苑）；以及於一幅位於沙頭角的土地興建出租公共房屋，合共提供約1,000個單位
  - 全面檢視，適度增加地積比率
  - 加強取締濫用公共房屋單位，加上新興建的單位，每年可以供應編配單位逾22,000個
  - 於2014年預售2,100個新居屋單位
  - 置安心計劃4幅用地轉為發展新居屋
- 短中期增加房屋土地供應：
  - 將36幅合共27公頃的「政府、機構或社區」及其他政府用地，經過城市規劃委員會程序，更改為房屋發展，可以興建約11,900個單位
  - 將13幅共57公頃沒有植被、荒廢或者已經平整的「綠化地帶」更改為住宅用途，可以興建約23,000個單位
  - 通過工業用地檢討，將60公頃工業用地改作非工業用途，可以提供逾20,000個單位
  - 適度提高未批出或者撥用的住宅土地的發展密度
  - 將未落實用途的土地盡快更改為房屋和其它有更逼切需要的用途
  - 積極研究放寬或者解除適用於薄扶林和半山區限制出售新土地或者修訂契約的延期履行權行政措施
  - 落實錦田南西鐵綫錦上路站和八鄉維修中心合共約33公頃土地上發展住宅規劃，預計提供約8,700個單位，另外對周邊約110公頃土地進行工程研究，以預備發展公私營房屋
  - 未來4年，市區重建局物業發展項目將會提供約4.9公頃土地，預計提供約4,700個單位
  - 過去3年，城市規劃委員會會批准了多宗擬作住宅用途規劃申請，可以提供逾45,000個單位
  - 加快鑽石山大磡村、前茶果嶺高嶺土礦場等4個發展項目，興建公私營住宅，共提供約27公頃住宅用地，預計可以供應興建約15,000個單位
- 盡快推出大型新發展區，增加長期土地供應。包括新界東北發展計劃、洪水橋新市鎮、新界北、維多利亞港以外適度填海
- 成立海濱管理局，建立屬於香港市民的維多利亞港海濱

關懷社會 家是香港
- 扶貧委員會制訂扶貧政策，定立貧窮線，深入研究貧窮成因，令到扶貧工作更有效
- 推出《長者社區照顧服務券試驗計劃》，「錢跟人走」，讓長者因應個人需要自行選擇合適服務
- 由現時至2014-15年度，社會福利署提供逾1,700個新增資助安老宿位。醫院管理局增加設備130張康復病床
- 從獎券基金撥出約9億港元，在6年內改善津助長者中心的設施，令其更安全
- 提高殘疾人士在職培訓計劃及「陽光路上」培訓計劃下的就業見習津貼(由每月1,250元增加至每月2,000元)及在職試用工資補助金(由每月上限3,000元增至4,000元)，幫助殘疾人士就業。(有關安排已於2013年7月29日推出)
- 取消徵收外傭徵款，減輕僱用外傭家庭的負擔

環保和保育
- 全方位改善空氣質素，目標在2020年大致達到新的空氣質素指標
- 預留100億港元，按照污染程度，分階段以資助方法淘汰歐盟3期及以前、逾8萬輛高污染柴油商業車輛，大幅度地減少整體汽車粒子排放物八成，氮氧化物排放亦減少三成
- 推動專營巴士、的士及小巴的減排
- 鼓勵遠洋輪船泊岸時轉用低硫柴油，並且籌備立法
- 向環境及自然保育基金注資50億港元，以投資回報長期和持續支援社區提出的環保行動
- 投放5億港元設立漁業持續發展基金，協助漁民採用可持續而高增值的運作模式

教育
- 成立專責委員會，研究免費幼稚園教育的可行性。為協助參加學前教育學券計劃的幼稚園改善教學環境設施，於2013-14學年提供一筆過額外津貼，以進行小型維修工程及購置學習資源等
- 加強支援有特殊教育需要的學生，由2013-14學年開始，每所學校每年的學習支援津貼上限提升至150萬港元

醫療
- 醫院管理局會增加約150張急症病床，擴大藥物名冊使用範圍，紓緩醫護人員流失情況和加強急症室服務
- 積極籌備興建天水圍醫院和興建香港兒童醫院。擴建與重建多間醫院，確保醫院設施配合香港市民需要
- 成立督導委員會，全面檢討醫院管理局的運作，探討提高成本效益及服務質素的可行措施
- 成立中醫中藥發展委員會，發展中醫中藥業

文化、藝術、創意、體育
- 已經撥出額外資源支持藝術發展局在黄竹坑一座工廠大廈以優惠租金向年青藝術家提供空間從事創作
- 額外撥款1億5千萬港元在未來5年加強培訓不同資歷的藝術行政人才
- 創意智優計劃將會繼續為到有利於創意產業發展的項目提供支援。為了加強支援，會向該計劃額外注資3億港元
- 加緊推動啓德體育園區的籌劃事務，確保設施盡量符合體育界及社會的需要

地方行政
- 盡快修訂法例，從2016年開始取消所有區議會委任議席
- 於2013年作出共18億港元的一次過撥款，讓區議會推展社區重點項目──亮點工程。每年額外向社區參與計劃撥款2,080萬港元，以加強區議會在地區上推廣藝術文化活動的工作

## 公佈後闡述
行政長官梁振英於發表施政報告後，舉行了一系列公開闡述活動，其中包括：
- 施政報告記者招待會，於預算案公佈當天（2013年1月16日）下午舉行。
- 施政報告論壇，於預算案公佈當天（2013年1月16日）晚上7時至8時舉行，由無線電視、亞洲電視、有線電視、now寬頻電視及香港電台第一台聯合播出。
- 行政長官施政答問，於預算案公佈翌日（2013年1月17日）早上由香港電台第一台、商業電台第一台以及新城財經台FM104頻道同步直播。

## 外部連結
- 2013年施政報告官方網站（页面存档备份，存于）